# ساندیپا دار
ساندیپا دار (به انگلیسی: Sandeepa Dhar) بازیگر هندی است.
از فیلم‌هایی که وی در آن نقش داشته است می‌توان به قهرمان بازی اشاره کرد.